# Concurso de mates ACB
El concurso de mates de la ACB es una competición que se celebró entre los años 1985 y 2013. Inicialmente tenía lugar durante el fin de semana del all-star, a mitad de temporada, y posteriormente pasó a disputarse a principio de temporada, junto con la Supercopa.
En él se reunían algunos de los mejores matadores de la liga con el propósito de dar espectáculo al público y llevarse el galardón de "Mejor Matador" de la temporada.
A lo largo del tiempo fueron variando las reglas, rondas y número de mates por ronda a lo largo del tiempo; pero la resolución del concurso siempre la dictaminaba un jurado elegido por la organización (normalmente exjugadores de la liga o personalidades importantes de la sede del concurso).

## Ganadores del concurso de Mates por temporada
Destacados en color pastel los concursos organizados por la ULEB.

## Tabla de ganadores
| Jugador           | Títulos |
| ----------------- | ------- |
| Chandler Thompson | 4       |
| David Russell     | 2       |
| Mickaël Gelabale  | 2       |